# Tamás Sándor (labdarúgó)
Tamás Sándor (1958 –) labdarúgó, csatár.

## Pályafutása
1977-ben az MTK elleni 1-1-s NB. I-es mérkőzésen debütált a Tatabánya csapatában, ahol 1982-ig játszott. A bányász csapatnál töltött évei a klub történetének legsikeresebb időszakára estek. Két egymást követő évben is dobogós helyen végeztek. 1982-ben igazolt az NB. II-es Dorogi AC csapatához, ahol meghatározó játékos volt. A Kecskemét elleni rangadón kiválóan játszott. Az ő találata nyitotta és zárta a gólok sorát. Ennek ellenére 3-2-re kikaptak, igaz, 1-0-s dorogi vezetést követően egy kiállítás miatt emberhátrányba játszottak a mérkőzés döntő részében. Támadó létére kétszer is a kiállítás sorsára jutott az évad során, noha nem volt durva, vagy fegyelmezetlen játékos. Az Ózdi Kohász elleni mérkőzésen kifejezetten szerencsétlenül és vétlenül küldték le a pályáról. Az előző év bajnoki bronzérmese, a Dorog, valamint az NB. I-ből kiesett Ózd a bajnokság során a tabella veszélyzónájába, de még bennmaradó helyekre került, így egyfajta kiesési rangadónak minősült a találkozó. Az ózdiak szereztek vezetést az első negyedóra végén, a dorogiak pedig nagy elszántsággal küzdöttek a hátrányukat kiegyenlíteni. Egy hosszú, elméretezett átadást igyekezett megmenteni, ám az igyekezete ellenére a partvonalnál utolérve, már csak spiccel tudott beleérni és a labda a kerítésnek vágódott. A játékvezető szándékos labdaelrúgásnak minősítette és sárga lapos figyelmeztetésbe részesítette. Tekintve, hogy Tamás a mérkőzés elején begyűjtött egy sárgát, így automatikusan megkapta a piroslapot is. A dorogiak viszont Sikesdi Gábor és Domján István vezérletével, a maguk javára tudták fordítani az eredményt és magabiztosan nyertek. A bajnokság végén azonban az Ózd bennmaradt, a Dorog pedig kiesett. A mindent eldöntő záró fordulóban 4-1-re verték a Debreceni Kinizsit, ahol Tamás a mezőny legjobbja volt és két gólt is szerzett, de a Ganz-MÁVAG szegedi pontszerzése miatt búcsúzni kényszerültek a másodosztálytól. A bajnokság után sokan elhagyták a dorogi klubot, köztük ő is.

## Sikerei, díjai
- Magyar bajnokság
  - 2.: 1980-81
  - 3.: 1981-82